# Zeche Concordia
Die Zeche Concordia war ein Steinkohlen-Bergwerk in Oberhausen.

## Geschichte

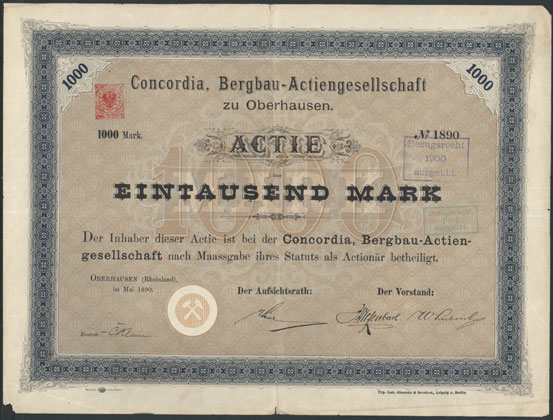
Aktie über 1000 Mark der Concordia Bergbau-AG vom Mai 1890

Im Jahre 1848 wurden mehrere Grubenfelder im Bereich der Lipper Heide von verschiedenen Schürfergesellschaften gemutet. Diese schlossen sich zusammen und gründeten 1850 die Bergwerksgesellschaft Concordia (lat. ‚Einheit‘) als Aktiengesellschaft. Dies war insoweit außerordentlich, da sonst Bergwerksgesellschaften vor allem als bergrechtliche Gewerkschaft firmierten.
Im Jahre 1850 wurde in der Nähe des Bahnhofs im Stadtteil Lirich mit dem Abteufen des Schachtes 1 begonnen. Dieser Schacht ging 1854 in Förderung und wurde mit einer Fahrkunst ausgestattet. In unmittelbarer Nähe von Schacht 1 wurde eine Kokerei errichtet.
Die sich in den 1850er Jahren sehr günstig entwickelnde Konjunktur für Kokskohle führte zu dem Entschluss, einen Kilometer westlich des Schachtes 1 den Schacht 2 anzusetzen. Dieser ging 1861 in Förderung und wurde ebenfalls mit einer Kokerei ausgestattet. Um die hohe Qualität der zu verkokenden Kohle zu gewährleisten, wurde am Schacht 2 erstmals im Ruhrbergbau eine Kohlenwäsche errichtet.
Eine durch die Zeche verursachte Bergsenkung führte südöstlich des Oberhausener Bahnhofs dazu, dass ab 1868 Bergschäden auftraten und sich um 1870 aus Grundwasser der Concordiasee bildete. Dies vereitelte die von dem Oberhausener Bürgermeister Friedrich August Schwartz dort geplante Entwicklung eines Stadtzentrums. Die Zeche beteiligte sich an der Beseitigung der Bergschäden. Der See wurde durch eine Pumpstation und einen Entwässerungskanal trockengelegt. 1897 ließ ein Zechendirektor der Concordia AG dort die Villa Concordia errichten.
Die günstige wirtschaftliche Entwicklung der Zeche führte zu einer stetigen technischen Weiterentwicklung beider Schachtanlagen. So wurden die Fahrkünste in beiden Schächten 1876 und 1883 durch Seilfahrten ersetzt. Zugleich erhielten die Schächte Malakowtürme mit Seilscheibengerüsten.
1893 bis 1895 wurde neben Schacht 2 der Schacht 3 niedergebracht. Weiterhin verfolgte die Gesellschaft seit längerem das Vorhaben, das Nordfeld durch eine eigenständige Förderanlage aufzuschließen.
So wurde zwischen 1899 und 1903 in Buschhausen der Schacht 4 niedergebracht, neben dem zwischen 1904 und 1908 der Schacht 5 abgeteuft wurde. Die Schachtanlage 4/5 erhielt eine eigenständige Kokerei. Gleichzeitig erhielt Schacht 1 ein neues Fördergerüst.
Zwischen 1912 und 1916 folgte noch 1,5 km westlich der Schachtanlage 2/3 der Wetterschacht 6, der zwar als eigene Förderanlage konzipiert und ausgerüstet war, aber betriebstechnisch zu 2/3 gehörte.
Am 12. Februar 1918 ereignete sich auf der Schachtanlage 4/4 eine Schlagwetterexplosion, wobei 17 Bergleute starben.
Im Rahmen der Weltwirtschaftskrise wurde Anfang der 1930er Jahre geplant, Concordia 2/3 nach Abbau der Fettkohlenpartien stillzulegen. Nach und nach setzte sich aber der Entschluss durch, die Kohlengewinnung auf 2/3 auf die Ess- und Magerkohlenvorräte des Grubenfeldes auszudehnen. Dazu wurde Schacht 2 komplett verfüllt und größer dimensioniert neu abgeteuft. 1938 ging er mit einem neuen Fördergerüst in Förderung. Zugleich wurde Schacht 1 nach einem Schachtbruch verfüllt und abgeworfen.
Den Zweiten Weltkrieg überstand die Zeche ohne nennenswerte Zerstörungen, so dass ohne große Förderunterbrechungen weitergefördert werden konnte.
1958 wurde geplant, die Magerkohlenvorräte in der benachbarten stillgelegten Zeche Roland wieder aufzuschließen. Der abgedeckte Schacht Roland 2 sollte wieder instand gesetzt werden. Ein Fördergerüst war bereits errichtet worden. Die Arbeiten wurden nach einsetzender Kohlekrise allerdings eingestellt und nicht wieder aufgenommen.

Die Förderung betrug 1,6 Millionen Tonnen Fett-, Ess- und Magerkohle jährlich. 

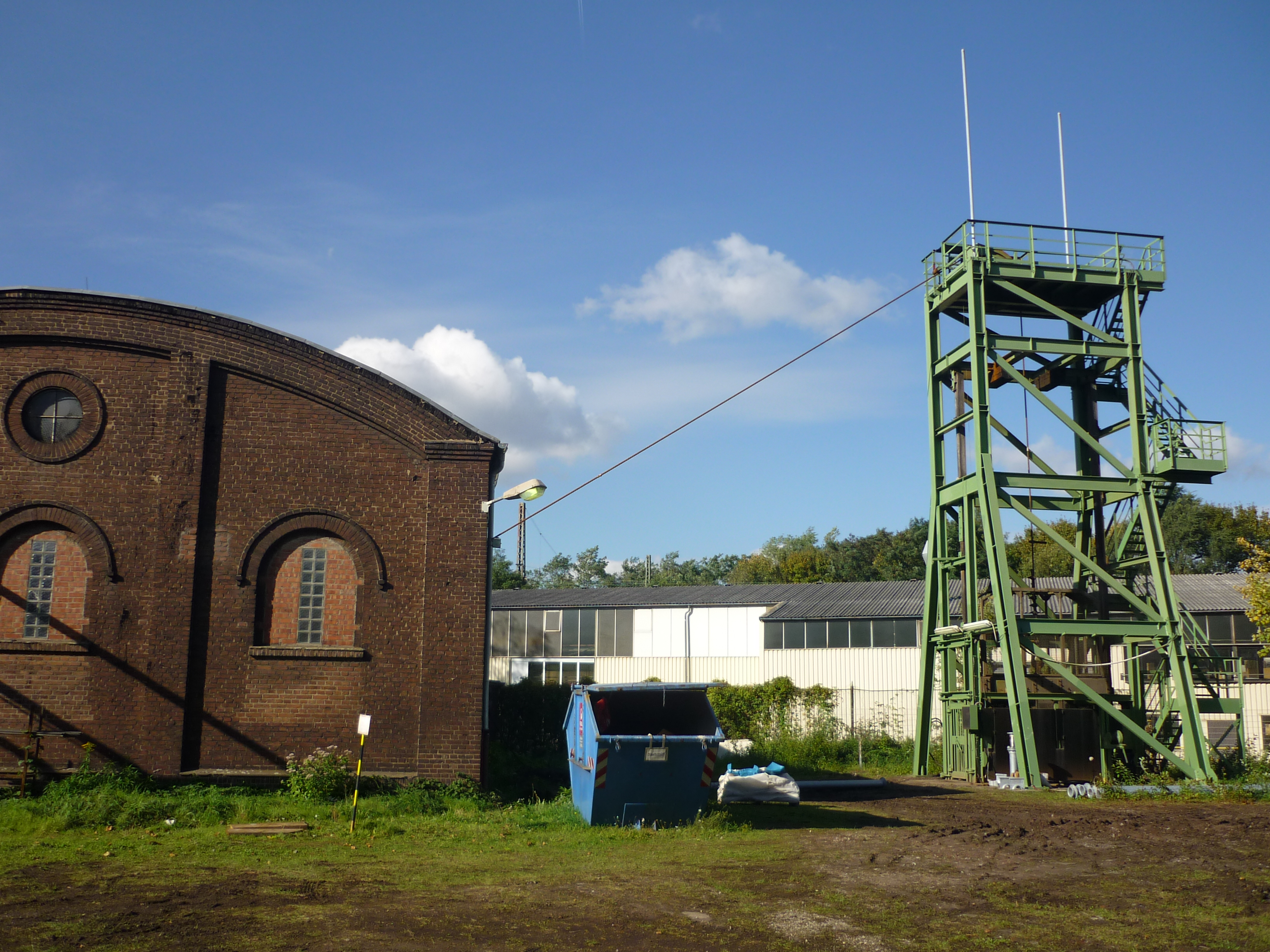
Schacht Concordia 6

## Stilllegung
Die Concordia Bergbau AG befand sich seit längerer Zeit im Mehrheitsbesitz der Schering AG. Diese beabsichtigte am Ende der Kohlenkrise der 1960er Jahre, sich vollständig aus dem Steinkohlenbergbau zurückzuziehen. Daher sollte die Zeche Concordia stillgelegt werden. Massive Bürgerproteste führten dazu, dass die Zeche vom Land Nordrhein-Westfalen und anderen Investoren übernommen werden sollte. Da diese Verhandlungen nicht zum Abschluss geführt werden konnten, musste die Zeche 1968 trotz noch vorhandener Vorräte und hoher Produktivität stillgelegt werden.

## Heutiger Zustand
Der Schacht 2 und 6 ist als Wasserhaltungsschachtanlage der Deutsche Steinkohle AG (DSK) in Betrieb. Das Fördergerüst blieb bis in die 1990er Jahre in der ursprünglichen Konstruktion erhalten, danach wurde es wegen statischer Mängel zurückgebaut. Zeitweise wurde er für Fallversuche benutzt. Die Gebäude des Schachtes 6 auf der Niebuhrstraße werden heute als Theater genutzt. Der Schacht 2 war bis zum Jahr 2022 für die Wasserhaltung aktiv und wurde im selben Jahr verfüllt.
Auf dem Gelände der Zeche Concordia 2/3 befindet sich ansonsten das Bero-Zentrum sowie Neubesiedlung. Das Gelände der Zeche Concordia 4/5 ist komplett im Gewerbegebiet Am Eisenhammer aufgegangen. Einige Gebäude blieben erhalten.
Wie im November 2008 bekannt wurde, ist der Bereich der ehemaligen Zeche Concordia um mehr als dreieinhalb Meter abgesackt (im Bereich der Straßen Am Förderturm und Bebelstraße). Eine entsprechende Mitteilung habe die zuständige bergaufsichtliche Behörde beim Regierungspräsidenten Arnsberg gemacht. Die mutmaßlichen Kosten von 100.000 Euro müssen von der Stadt Oberhausen getragen werden.